# Oberaltenreuth
Oberaltenreuth ist ein Gemeindeteil von Harsdorf im Landkreis Kulmbach (Oberfranken, Bayern). Oberaltenreuth liegt in der Gemarkung Harsdorf.

## Geographie
Der aus vier Wohngebäuden bestehende Weiler liegt auf einem Höhenrücken, der zum Obermainischen Hügelland zählt. Im Südwesten befindet sich der bewaldete Hang Tierleite, der zum breiten Talbecken der Trebgast abfällt. Im Osten verläuft die Bundesautobahn 9 in Nord-Süd-Richtung. Eine Gemeindeverbindungsstraße führt nach Altenreuth (0,8 km nordwestlich) bzw. zu einer anderen Gemeindeverbindungsstraße (0,3 km nordöstlich), die ebenfalls nach Altenreuth bzw. zur Kreisstraße BT 46 verläuft, die dort direkt an die A 9 anschließt.

## Geschichte
In der Bayerischen Uraufnahme wurde der aus zwei Wohngebäuden bestehende Ort als „Obere Altenreuth“ erstmals verzeichnet, wobei Obere nachträglich rot durchstrichen wurde. Dem Namen nach zu schließen ist Oberaltenreuth eine Ausgründung von Altenreuth. Anhand der Einwohnerentwicklung von Altenreuth kann geschlossen werden, dass diese Ausgründung zwischen 1818 und 1861 erfolgt sein musste. In den amtlichen Ortsverzeichnissen bis 1991 sowie in den amtlichen topographischen Karten bis 1998 war der Ort Teil von Altenreuth. Das Landratsamt Kulmbach hat mit Bescheid vom 7. April 2010 den Gemeindeteilnamen Oberaltenreuth erteilt.